# Кастельверрино
Кастельверрино (італ. Castelverrino) — муніципалітет в Італії, у регіоні Молізе,  провінція Ізернія.
Кастельверрино розташоване на відстані близько 160 км на схід від Рима, 32 км на північний захід від Кампобассо, 24 км на північний схід від Ізернії.
Населення — 124 особи (2014).

## Демографія
Населення за роками:

Станом на 1 січня 2023 року в муніципалітеті іноземці офіційно не проживали.

## Сусідні муніципалітети
- Аньоне
- П'єтраббонданте
- Поджо-Санніта